# Constantin Al. (Atta) Constantinescu
Constantin (Atta) Constantinescu  (n. 23 august 1896, Turnu Severin, Mehedinți, România – d. 1954) a fost un om politic român. De profesie avocat, ocupă funcția de ministru al Lucrărilor publice și comunicațiilor în guvernul Antonescu, în perioada 6 octombrie 1943 - 23 august 1944. Fiu al ministrului Alexandru Constantinescu, în tinerețe l-a avut drept preceptor și mentor pe scriitorul Ion Grămadă; fondează în 1927 revista Cuvântul Rădăuților. A fost membru al Partidului Național Liberal.
Arestat de autoritățile comuniste, este condamnat pe principiul "vinei colective", alături de foștii demnitari ai statului, primind o sentință executorie de cinci ani. În închisoare este supus la multiple privațiuni și la un regim sistematic de înfometare. Eliberat în anul 1952, se sinucide doi ani mai târziu.
În comuna Răcăciuni din județul Bacău se află și astăzi "conacul Atta Constantinescu", reședința familiei sale.